# BMW 505
Der BMW 505 war der Prototyp einer Pullman-Limousine, den BMW 1955 auf der IAA vorstellte und Bundeskanzler Konrad Adenauer als Alternative zu seinem Dienstwagen, einem Mercedes-Benz 300 c, anbot.

## Technik und Ausstattung
Der Wagen basierte auf dem um 200 mm verlängerten Fahrgestell eines 502. Der Motor war ein V8 mit 3168 cm³ Hubraum und 120 PS (88 kW). Dazu zeichnete Michelotti eine Pullman-Karosserie im italienischen Stil, die dem späteren Mercedes-Benz 300 d ähnelte. Die Front entsprach weitgehend der des BMW 503. Gebaut wurde der Wagen im Auftrag von BMW bei Ghia-Aigle in Lugano. Seine Höchstgeschwindigkeit lag bei 170 km/h. 
Der Wagen war mit allen Extras der damaligen Zeit ausgestattet, zum Beispiel elektro-hydraulischen Fensterhebern, Sprechanlage zum Fahrer, Clubsesseln im Fond, Schreibplatte mit Beleuchtung, Fernbedienung für das Radio und besten Teppichen und Holzverkleidungen. Der Platz war großzügig bemessen, allerdings zulasten des ebenfalls elegant gestalteten Sitzraums für den Fahrer. Ungewöhnlich für einen BMW war der flach liegende Bandtachometer im auch mit Holz gestalteten Armaturenbrett.

## Als Dienstwagen des Bundeskanzlers angeboten
BMW bot den 505 als Dienstwagen für den Bundeskanzler an. Adenauer entschied sich allerdings, bei Mercedes-Benz zu bleiben – angeblich, weil er am Ende einer Probefahrt, die es in Wirklichkeit nicht gegeben hatte, mit dem Hut gegen die Dachkante des BMW gestoßen war. Tatsächlich soll laut einem Spiegel-Bericht (48/1958) der mit Leihwagen von Daimler-Benz bedachte Ministerialrat Hans Kilb dem Kanzler zur Entscheidung für den Mercedes und gegen den BMW geraten haben.  BMW wollte nach dieser Ablehnung nicht das Risiko einer Serienfertigung eingehen und beließ es bei dem Prototyp, der noch existiert.

## Verbleib des Wagens
Der BMW 505 Pullman wurde mehrfach an die bayrische Staatsregierung ausgeliehen und 1957 an private Eigentümer verkauft, unter anderem an Irmgard von Opel, für deren Geschäft er ab 1969 weiß lackiert mit roter Chio-Chips-Werbeaufschrift lief. Im Jahr 1982 kam der Pullman wieder in den Besitz von BMW, wurde zwischen 2016 und 2021 aufwendig restauriert und ist in seiner Originalfarbe Schwarz nicht nur als Ausstellungsstück zu sehen, sondern gelegentlich auch als Hochzeitsauto.